# Billy Boat
William Leonard "Billy" Boat, né le 2 février 1966 à Phoenix, est un pilote automobile américain. Il remporte notamment une victoire en Indy Racing League en 1998 sur le Texas Motor Speedway et signe la pole position des 500 miles d'Indianapolis 1998.

## Biographie
En 1984, Billy Boat participe à plusieurs championnats organisés par l'United States Auto Club (USAC). En 1986 et 1987, il participe aux American Racing Series, antichambre du CART. Dans sa ville natale, il décroche son unique podium sur le Phoenix International Raceway. Toujours engagé dans les championnats de l'USAC, il est l'un des premiers pilotes dans le nouveau championnat d'Indy Racing League. Il échoué à se qualifier à ses premiers 500 miles d'Indianapolis en 1996. Il participe à plusieurs courses de la saison 1996-1997 avec A. J. Foyt Enterprises, et monte sur le podium à deux reprises au Texas et à Charlotte. En 1998, il est engagé pour la saison entière par Foyt, et signe six pole positions, dont celle à Indianapolis (mais abandonne en course), et remporte la victoire au Texas. Cependant son irrégularité (seulement trois courses dans le top 10) le forcent à se contenter d'une treizième place au classement général. L'année suivante, il ne signe qu'une pole position, mais termine troisième des 500 miles d'Indianapolis 1999.
En 2000, il signe un seul podium avec Team Pelfrey. En 2001, il termine deuxième à Nashville, mais sa régularité dans le top 10 et le top 5, lui permettent de se classer quatrième au championnat, son meilleur résultat. En 2002, il décroche plusieurs tops 10. En 2003, il participe uniquement aux 500 miles d'Indianapolis, mais abandonne. En fin d'année, il effectue une pige en NASCAR chez lui à Phoenix. Il prend sa retraite de pilote automobile après cette course.
Billy Boat est diplômé de l'Université d'État de l'Arizona. En 1986, il fonde Billy Boat Performance Exhaust, compagnie de pots d'échappement pour les voitures de sport, et les voitures de luxe. Billy Boat, marié en 1990, a quatre enfants, trois filles et un garçon, Chad, qui a roulé en NASCAR dans le milieu des années 2010.

## Résultats en compétition automobile
- Non-qualification aux 500 miles d'Indianapolis en 1996
- 18e en Indy Racing League en 1996-1997 (deux podiums, une pole)
  - 7e aux 500 miles d'Indianapolis en 1997
- 13e en Indy Racing League en 1998 (une victoire, six poles)
  - Abandon (23e) aux 500 miles d'Indianapolis en 1998 (pole position)
- 12e en Indy Racing League en 1999 (un podium, une pole)
  - 3e aux 500 miles d'Indianapolis en 1999
- 10e en Indy Racing League en 2000 (un podium)
  - 15e aux 500 miles d'Indianapolis en 2000
- 4e en Indy Racing League en 2001 (un podium)
  - 9e aux 500 miles d'Indianapolis en 2001
- 13e en Indy Racing League en 2002 (une pole)
  - 18e aux 500 miles d'Indianapolis en 2002
- Abandon (32e) aux 500 miles d'Indianapolis en 2003
- 29e à Phoenix en NASCAR Busch Series en 2003